# NGC 7214
NGC 7214 is een balkspiraalstelsel in het sterrenbeeld Zuidervis. Het hemelobject werd op 30 juli 1834 ontdekt door de Britse astronoom John Herschel.

## Synoniemen
- ESO 467-12
- IRAS 22062-2803
- MCG -5-52-34
- HCG 91A
- VV 700
- AM 2206-280
- PGC 68152